# Manuel Folch

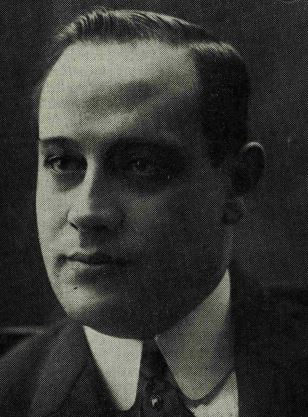
Retrato de Manuel Folch Torres

Manuel Folch i Torres (1877-1928) fue un poeta y político español. Desde bien joven estuvo vinculado a la política, militante a la Lliga Regionalista. Apasionado por la escritura, se inició en las letras colaborando en La Aureneta y La Atlántida. Interesado por la explosión creativa del modernismo, se aficionó a la poesía y concursó en los Juegos Florales. En 1914 recibió el título de Mestre en Gai Saber, título honorífico otorgado por el consistorio de los Juegos Florales de Barcelona. Dirigió el semanario satírico barcelonés Cu-Cut! adscrito a la línea política de la Lliga Regionalista.
- Datos: Q9027792
- Multimedia: Manuel Folch i Torres / Q9027792